# Philosophische Anthropologie

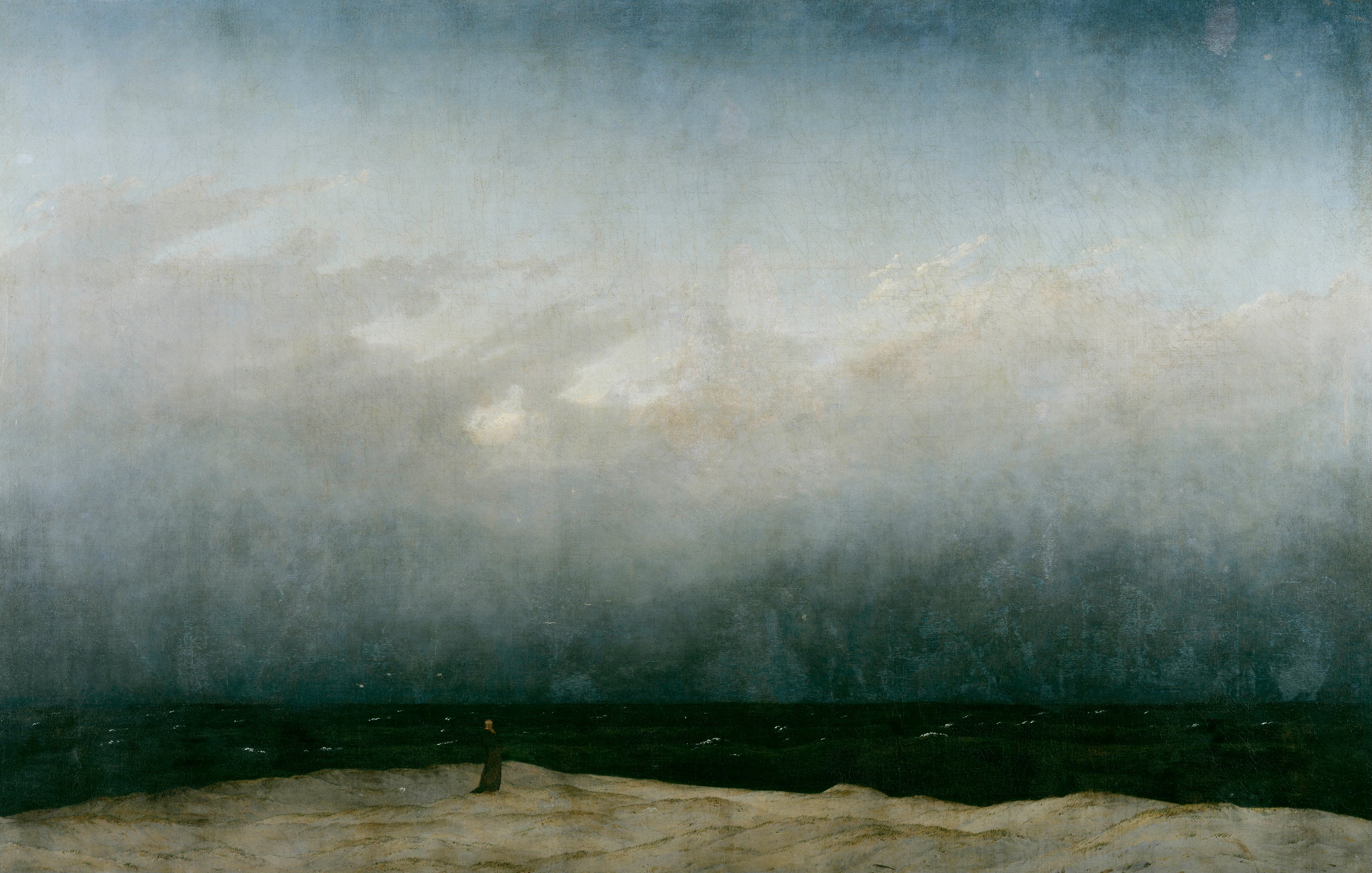
Caspar David Friedrich, Der Mönch am Meer (1808–1810). Das Bild thematisiert die Frage nach der Stellung und der Bedeutung des Menschen im Weltganzen.

Philosophische Anthropologie (Anthropologie: „Menschenkunde“, von altgriechisch ἄνθρωπος ánthrōpos, deutsch ‚Mensch‘, und -logie) ist das Fachgebiet der Philosophie, das sich mit dem Wesen des Menschen befasst. Als eigene Fachrichtung ist die in der ersten Hälfte des 20. Jahrhunderts entstandene Philosophische Anthropologie eine vergleichsweise junge Disziplin; Gegenstand und Fragestellungen, mit denen sie sich befasst, wurden aber auf unterschiedliche Weise großteils bereits in früheren Abschnitten der Menschheitsgeschichte reflektiert. Dennoch erzeugte Max Scheler als Mitbegründer der modernen Philosophischen Anthropologie beträchtliche Resonanz mit der Feststellung:

„Wir sind in der ungefähr zehntausendjährigen Geschichte das erste Zeitalter, in dem sich der Mensch völlig und restlos problematisch geworden ist: in dem er nicht mehr weiß, was er ist; zugleich aber auch weiß, dass er es nicht weiß.“

Die philosophische Anthropologie sucht vom einzelnen Menschen zu abstrahieren und zielt auf Allgemeingültigkeit. Ihr liegt notwendig die Annahme zugrunde, dass alle Menschen gleichrangig sind. Die tatsächliche Bindung jedes menschlichen Individuums an die jeweils zeitspezifischen, ortsspezifischen und kulturellen Daseinsbedingungen wird dabei vorausgesetzt. Indem die Grundsituation der philosophischen Anthropologie davon bestimmt ist, dass der Mensch nach dem Menschen fragt, geht es einerseits um Selbstreflexion als Anliegen und Auftrag. Das ist aber andererseits nur möglich in der dem Menschen gegebenen Verbindung der Innenperspektive des Subjekts mit der Außenperspektive des Beobachters.
Um die Lebenssituation des Menschen generell zu erfassen, bedient sich die philosophische Anthropologie vielfältiger einzelwissenschaftlicher Erkenntnisse. Umgekehrt ergeben sich für Erkenntnistheorie und Einzelwissenschaften anthropologische Implikationen. Zum Umfeld der philosophischen Anthropologie gehören die Humanwissenschaften, zu denen insbesondere die Biologie, die Primatologie, die Neurowissenschaften, die Psychologie, die Sprachwissenschaften, die Ethnologie, die Paläontologie, die Soziologie und auch die Geschichtswissenschaften sowie eine Vielzahl von Variationen aus diesen Fächern wie die Soziobiologie oder die Evolutionäre Psychologie gehören. Zu jeder dieser Fachrichtungen gibt es auch eine spezifische Anthropologie wie etwa eine medizinische, eine pädagogische, eine historische oder eine theologische Anthropologie.
Wo Menschen in der Selbstbetrachtung zu einem Rätsel oder Problem werden, sich selbst befragen oder in Frage stellen und die eigene Existenz betreffende Annahmen oder Antworten entwickeln, berühren sie das Feld der philosophischen Anthropologie. Die Spannbreite menschlicher Handlungsfelder und Möglichkeiten wirft unter anderem Fragen nach dem ethisch richtigen oder guten Leben, nach dem Sinn des Lebens überhaupt, nach dem Stellenwert von Egoismus und Altruismus, nach dem „Wesen“ von männlichem und weiblichem Geschlecht, nach sozialen Anpassungszwängen und individuellen freien Willen auf. Für Michael Landmann entspringt die philosophische Anthropologie „der Notwendigkeit desjenigen Wesens, das sich selbst schaffen muß und daher eines Bildes bedarf, auf das hin es sich schaffen soll. Beides greift ineinander.“

## Klassische Auffassungen über den Menschen

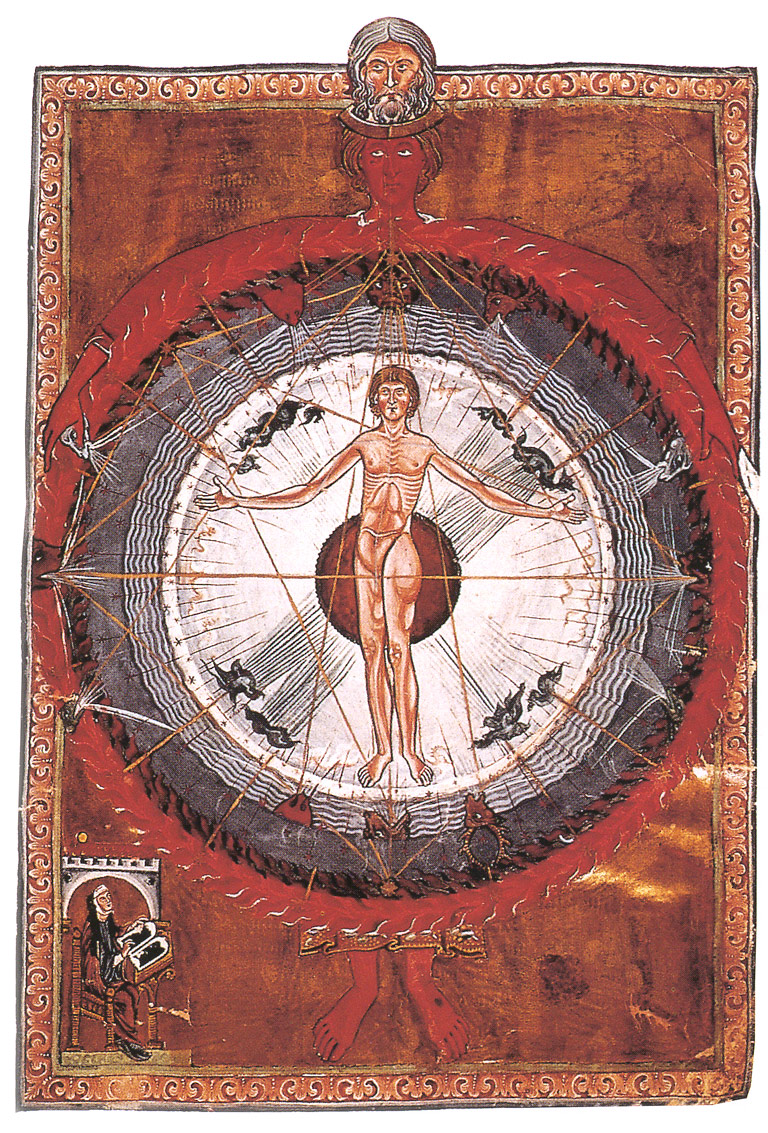
Hildegard von Bingen, Liber Divinorum Operum (13. Jh.). Der Mensch im Mittelalter ist als Mikrokosmos Spiegel des Makrokosmos – und zugleich Ebenbild Gottes.

In der Antike war die Rolle des Menschen durch seine Stellung im Kosmos als von den Göttern geschaffen und durch den Geist mit diesen verwandt bestimmt. Der Mensch ist das Maß aller Dinge. Dieser Ausspruch des Protagoras (bei Platon im Theaitetos) kennzeichnet die Haltung der Sophisten in der Antike, deren Lehren antimetaphysisch waren, und die klar zwischen Natur und Kultur unterschieden.
Dagegen ist es nach Platon für den Menschen wesentlich bzw. wesensbestimmend, dass er dank seiner unsterblichen Seele nicht nach den irdischen Gütern, sondern nach dem Einen, dem Göttlichen strebt oder mindestens streben sollte. Die Seele ist im Körper nur gefangen. Der Leib und die Triebe sind nachrangig und werden vom Geist gelenkt. Über den Neuplatonismus der Patristik gelangt dieses Menschenbild in das Christentum und beeinflusst damit stark die Auffassungen des Abendlandes.
Aristoteles sah hingegen den Menschen auch als Teil der Natur. Körper und Seele bilden eine organische Einheit. Es gibt eine Parallelität zwischen der Natur und dem Seelenleben. Die Triebe entsprechen dem Pflanzlichen, die Sinnlichkeit dem Tierischen und das Denken dem Göttlichen. Der Mensch ist das sittliche Wesen, das aus Vernunft nach der Verwirklichung der Tugend strebt. Als vernunftbegabtes Wesen (zõon lógon échon) und als soziales Wesen (zõon politikón) verwirklicht sich der Mensch durch seine Lebenspraxis.
In der Spätantike seit Paulus von Tarsus und in der Patristik, besonders durch Augustinus, verband sich das antike Denken mit dem christlich jüdischen Menschenbild als Ebenbild Gottes. Die Menschen sind von Gott mit Leib und Seele (griechisch: Psyche, hebräisch: Neschome, Ruach) geschaffen. Die Wahrheit liegt im Inneren des Menschen. Der Mensch ist nun der Gefallene, mit der Erbsünde belastete Mensch, der sich nicht allein und durch seine Vernunft zum Glück verhelfen kann, sondern der die Gnade bzw. Vergebung Gottes benötigt, um dem Schicksal des Fegefeuers bzw. der Hölle zu entrinnen. Entsprechend war die Frage des Mittelalters, wie der Mensch sich in der von Gott geschaffenen Ordnung stellt.
Nach Thomas von Aquin ist (ähnlich wie für Aristoteles) die geistige Seele bzw. der Geist als Entelechie eine intelligible Substanz, in der die geistigen und seelischen Fähigkeiten des Menschen grundgelegt sind. Die Seele ist vom Körper zu Lebzeiten nur begrifflich zu trennen, existiert wegen ihrer Unsterblichkeit aber nach dem Tod des Menschen auch getrennt weiter. Der Leib ist Werkzeug der geistigen Seele, speziell der Vernunft. Der Mensch hat die natürlichen Neigungen, sein Leben zu erhalten, seine Art durch Nachkommen zu erhalten und eine Neigung, aus Vernunft das Gute zu tun.

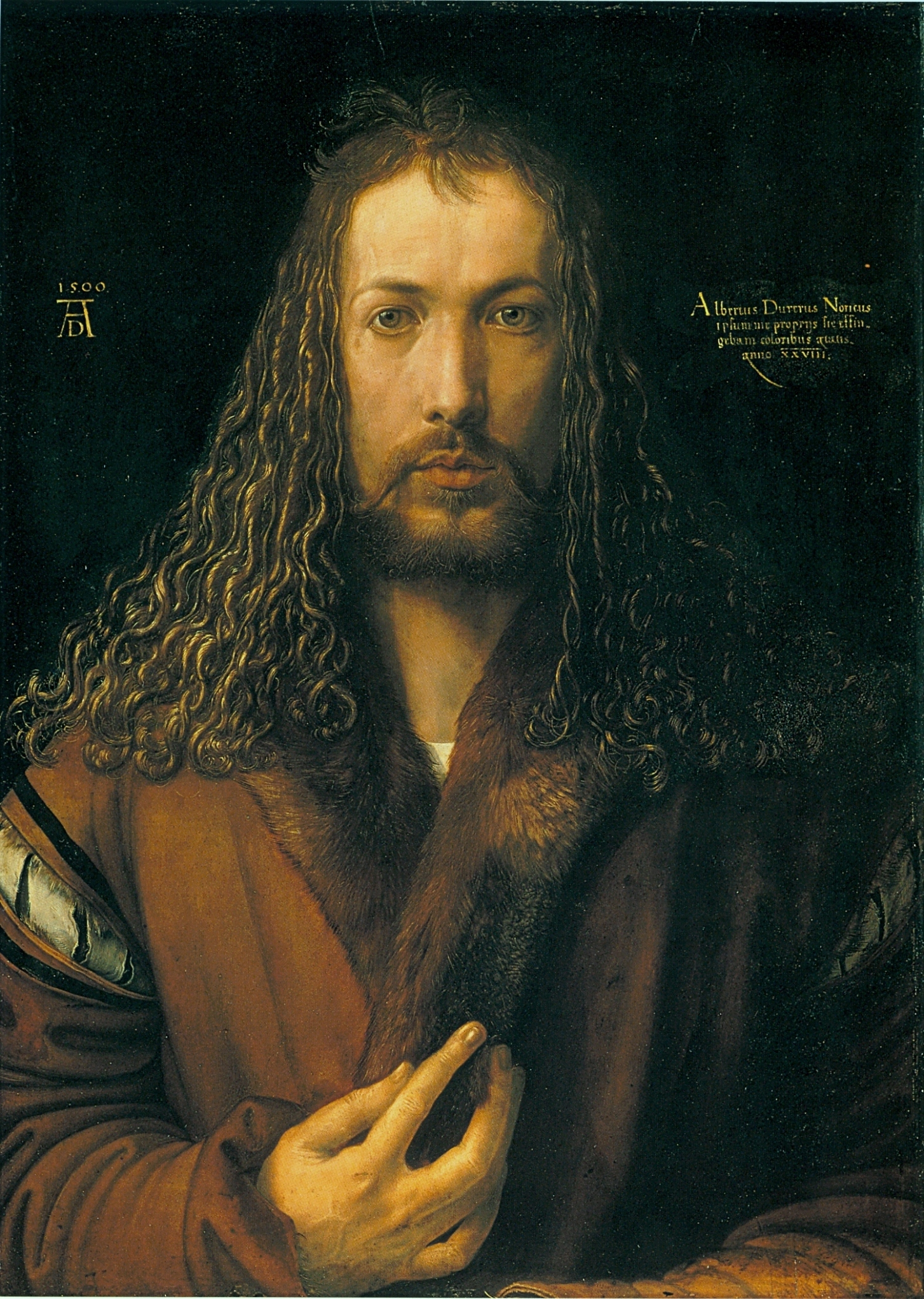
Albrecht Dürer, Selbstbildnis (1500). Ein Mensch in der Pose Christi, des Erlösers, eines Gottes

Mit der kopernikanischen Wende verschob sich das Selbstbild des Menschen. Er stand nun nicht mehr im Zentrum, sondern war alleingelassen im weiten Raum und mit der Unendlichkeit konfrontiert, die ihn ängstigte (Blaise Pascal). Die Physik wurde zur Methode der Erklärung der Welt (Johannes Kepler, Galileo Galilei). Es entstand eine naturalistische Auffassung vom Menschen (Thomas Hobbes’ Kampf aller gegen alle). Gleichzeitig konnte der Gegensatz von Leib und Seele nicht aufgelöst werden. Dies führte zu René Descartes’ Dualismus: Der Mensch ist körperlich (res extensa) und verfügt zugleich über eine Seele (res cogitans). Die Erklärung des Menschen wurde zu der Frage nach seiner Erkenntnisfähigkeit. Als Ebenbild Gottes bleibt er aber immer noch im Zentrum des Denkens.
Die von Descartes angestoßene Bewusstseinsphilosophie fand unterschiedliche Antworten bei den Empiristen und bei den Rationalisten. Beiden gemeinsam ist, dass sie psychologische Antworten gaben. John Locke und David Hume begründeten den Sensualismus. Die Empiristen gingen grundsätzlich vom Egoismus des Menschen aus. Auch das Sozialverhalten erfolgt nach dem Prinzip, dass Näherliegendes vorgezogen wird. Gottfried Wilhelm Leibniz unterteilte das Bewusstsein in bewusste Wahrnehmungen (apperceptiones), einfache Wahrnehmungen (perceptiones), unbewusste Wahrnehmungen (petit perceptiones) und unterbewusste Strebungen (appetitiones). Christian Wolff unterschied zwischen empirischer und theoretischer Psychologie und legte damit den Grundstein für den durch Jakob Friedrich Fries und Johann Friedrich Herbart begründeten Psychologismus im 19. Jahrhundert. Der Bewusstseinsphilosophie seit Descartes ist allerdings gemeinsam, dass sie Anthropologie als eigenständiges Thema noch nicht verfolgte.

## Historische Anfänge der Anthropologie
Der Begriff der Anthropologie wird erstmals von Magnus Hundt in der Schrift Anthropologicum de hominis dignitate, natura et proprietatibus (Leipzig 1501) gebraucht. Ein weiterer früher Nachweis ist die Psychologia anthropologica des Otto Casmann, eines Rektors in Stade, aus dem Jahre 1596.
Während Johann Friedrich Blumenbach (1752–1840) die naturwissenschaftliche Anthropologie begründete, gilt Immanuel Kant als der Urvater der philosophischen Anthropologie mit der erstmals 1772 gehaltenen Vorlesung über „Verschiedene Racen des Menschen“. Kant unterschied die Anthropologie in physiologische und pragmatische Anthropologie. Während die erste Thema der Naturwissenschaft sei, behandelt die zweite das philosophische Thema der Freiheit und was der Mensch aus ihr macht. Der Mensch sei zwar auch Tier, aber durch die Vernunft charakterisiert und bestimmt, sich in der Gesellschaft zu kultivieren und zu moralisieren. Er ist für Kant autonom und damit in der Lage, seinen tierischen Hang zur Trägheit zu überwinden. Dabei gilt:

„Der Mensch kann nur Mensch werden durch Erziehung. Er ist nichts, als was die Erziehung aus ihm macht.“

Einen wesentlichen Anstoß hat auch Johann Gottfried Herder gegeben, von dem die Auffassung über das Mängelwesen Mensch stammt und der insbesondere die Sprache als besonderen Wesenszug des Menschen in den Mittelpunkt rückte. Schon als Tier hat der Mensch die Sprache der Empfindungen. Der Mensch kann aber zusätzlich die Welt mit Reflexion betrachten. Durch die Unterscheidung der Dinge mit Hilfe seiner Sinne kann er sie bezeichnen. Indem er sie bezeichnet, denke er über sie nach und entwickele Verstand.

„Der Mensch ist der erste Freigelassene der Schöpfung, er steht aufrecht. Die Waage des Guten und des Bösen, des Falschen und Wahren hängt an ihm; er kann forschen, er soll wählen.“

Georg Wilhelm Friedrich Hegel hingegen stand der Anthropologie kritisch gegenüber, der er vorhielt, sich nur mit dem Möglichen des Menschen zu befassen, während die Geschichte das Wirkliche des Menschen betrachte.

## Grundlegung der Anthropologie durch Kant
In der Vorrede seiner Anthropologie (1798) unterschied Immanuel Kant die physiologische Anthropologie, die auf die Erforschung dessen geht, was die Natur aus dem Menschen macht, von der pragmatischen Anthropologie, die das untersucht, „was er, als freihandelndes Wesen, aus sich selber macht, oder machen kann und soll.“ Deshalb wird auf ihn die noch heute nachwirkende strikte Trennung zwischen physiologischer und pragmatischer Anthropologie zurückgeführt, doch ist dies ungenau.
Die physiologische Anthropologie ist die (biologische) Naturlehre des Menschen. Diesen Teil der Menschenkunde klammert Kant bis auf gelegentliche Querverweise als für seine Absichten unergiebig aus. Da der Mensch „die Gehirnnerven und Fasern nicht kennt, noch sich auf die Handhabung derselben zu seiner Absicht versteht“, bleibt er in diesem Spiel seiner Vorstellungen nur Zuschauer und das spekulative Nachgrübeln über die Naturursachen der Empfindungen und Erinnerungen ist unergiebig.
Kants Anthropologie enthält eine auf 300 Seiten breit angelegte Menschenkunde, unter anderem mit Themen der Allgemeinen Psychologie (im heutigen Sinn), Charakterkunde, Sozialpsychologie, Psychopathologie, Gesundheitspsychologie und auch Anfänge anderer psychologischer Teildisziplinen. Diese „pragmatische Anthropologie“ stellt Kants Beitrag zu der im 18. Jahrhundert breit geführten Debatte darüber dar, wie eine allgemeine „Wissenschaft vom Menschen“ methodisch und theoretisch zu entwickeln sei, was ihre Ziele seien und was ihr Ort in der Gesamtheit der Wissenschaften. Kant verbindet die genannten Themen mit der philosophischen Bestimmung des Menschen als vernünftiges und moralisches Wesen. Im letzten Kapitel, über den Charakter der Gattung, fasst Kant sein allgemeines Menschenbild zusammen:

„Der Mensch ist durch seine Vernunft bestimmt, in einer Gesellschaft mit Menschen zu sein, und in ihr sich durch Kunst und Wissenschaft zu kultivieren, zu zivilisieren und zu moralisieren; wie groß auch sein tierischer Hang sein mag, sich den Anreizen der Gemächlichkeit und des Wohllebens, die er Glückseligkeit nennt, passiv zu überlassen, sondern vielmehr tätig, im Kampf mit den Hindernissen, die ihm von der Rohigkeit seiner Natur anhängen, sich der Menschheit würdig zu machen“

Kant fragt, wie nun die pragmatische Menschenkunde und Pädagogik fortschreiten müssen, um die sittlichen Anlagen so zu entwickeln, dass sie nicht mehr im Widerstreit zur Natur der Menschen stehen.
Kants oft zitierte Definition der Anthropologie steht nicht in den Vorlesungen zur Anthropologie in pragmatischer Hinsicht (1798), sondern in der Logik:

„Das Feld der Philosophie in dieser weltbürgerlichen Bedeutung lässt sich auf folgende Fragen bringen: 1. Was kann ich wissen? 2. Was soll ich tun? 3. Was darf ich hoffen? 4. Was ist der Mensch? Die erste Frage beantwortet die Metaphysik, die zweite die Moral, die dritte die Religion, und die vierte die Anthropologie. Im Grunde könnte man aber alles dieses zur Anthropologie rechnen, weil sich die drei ersten Fragen auf die letzte beziehen. Der Philosoph muß also bestimmen können: 1. die Quellen des menschlichen Wissens, 2. den Umfang des möglichen und nützlichen Gebrauchs alles Wissens, und endlich 3. die Grenzen der Vernunft.“

Separat steht außerdem Kants vielzitierte Schrift Was ist Aufklärung? (1784/1983), von deren Absicht zweifellos auch die pragmatische Anthropologie bestimmt ist.
Methodisch gesehen ist Kants Anthropologie nicht auf sogenannte „innere Erfahrung“ gegründet, sondern betont, dass menschliches Denken, Fühlen und Begehren primär durch eine Untersuchung öffentlich beobachtbaren menschlichen Handelns – vor allem sozialen Handelns – zu gewinnen sei, für die es einen systematischen Rahmen von Grundbegriffen brauche. Er entwickelt dementsprechend eine Beobachtungslehre: die Anthropologie gewinnt Regeln für die mannigfaltigen Erfahrungen, die wir an dem Menschen bemerken. Seine Anthropologie in pragmatischer Hinsicht ist nach heutigem Fachverständnis weitgehend ein Lehrbuch der empirischen Psychologie. Alle diese Erkenntnisse sollen jedoch durch die Philosophie geordnet und geleitet werden. Mit der konsequenten Unterscheidung zwischen rationaler (metaphysischer) und empirischer Psychologie hat Kant das Gebiet und die Methodik der Psychologie neu bestimmt. Sie ist nicht mehr Teil der Metaphysik, in der sie früher als Seelenlehre meist abgehandelt wurde. Sie bildet jetzt den Hauptinhalt der auf Erfahrung beruhenden Anthropologie und erhält eine wichtige pragmatische Wende, denn sie öffnet den Zugang zu dem, was der Mensch moralisch und aufklärerisch, pädagogisch, gesundheitspsychologisch usw. aus sich macht. Die Psychologie ist zwar „nur“ empirische Wissenschaft und kann grundsätzlich nicht zu eindeutigen, sicheren, mathematisch formulierten Gesetzmäßigkeiten nach dem Vorbild der exakten Naturwissenschaften gelangen. Auch ohne diesen Rang gibt es nützliches Wissen, wobei Kants praktische Absichten viel deutlicher waren als bei den meisten „Psychologen“ des folgenden Jahrhunderts.
Wenn Kant wegen seiner zugleich empirischen und methodenkritischen Ausrichtung der Anthropologie/Psychologie als bedeutendster Psychologe vor Wilhelm Wundt anzusehen ist, könnte hierin auch der Grund für die zwiespältige Rezeption von Kants Anthropologie in beiden Disziplinen liegen. Viele Autoren der Philosophischen Anthropologie zeigen noch heute eine eigentümliche Distanz. Andererseits hatte bereits Carl Gustav Carus in herausragender Weise Kants Anthropologie gewürdigt, und in der Folgezeit erschienen einige Bücher, die Kants Programm nahestanden, unter anderem von Gottlob Ernst Schulze und Jakob Friedrich Fries über Psychische Anthropologie. Sie grenzten sich ebenfalls von der spekulativen Seelenlehre ab und traten mit neuem Methodenanspruch und mit konkreten Anwendungsempfehlungen hervor (siehe auch Friedrich Eduard Beneke und Rudolf Hermann Lotze.) In der Philosophie hatte Kants Anthropologie jedoch eine erstaunlich geringe Wirkung, und das von Kant entwickelte Programm wurde in der Folgezeit nicht nachhaltig aufgenommen, weder in der Philosophie noch in der Psychologie. In der Psychologie scheint die grundlegende pragmatische Anthropologie weitgehend vergessen zu sein. Es bleibt Spekulation, ob ein Titel „Lehrbuch der empirischen Psychologie“ mehr Wirkung ermöglicht hätte. Für Kant war, seiner Vorrede zufolge, diese „auf Weltkenntnis abzweckende Vorlesung“ zwar interessant, aber im Vergleich zur „reinen Philosophie“ zweitrangig. Im gesamten Fach Philosophie kam es in der Folgezeit nicht zu einer ähnlich weit gefassten Konzeption.

## Vorläufer der modernen philosophischen Anthropologie

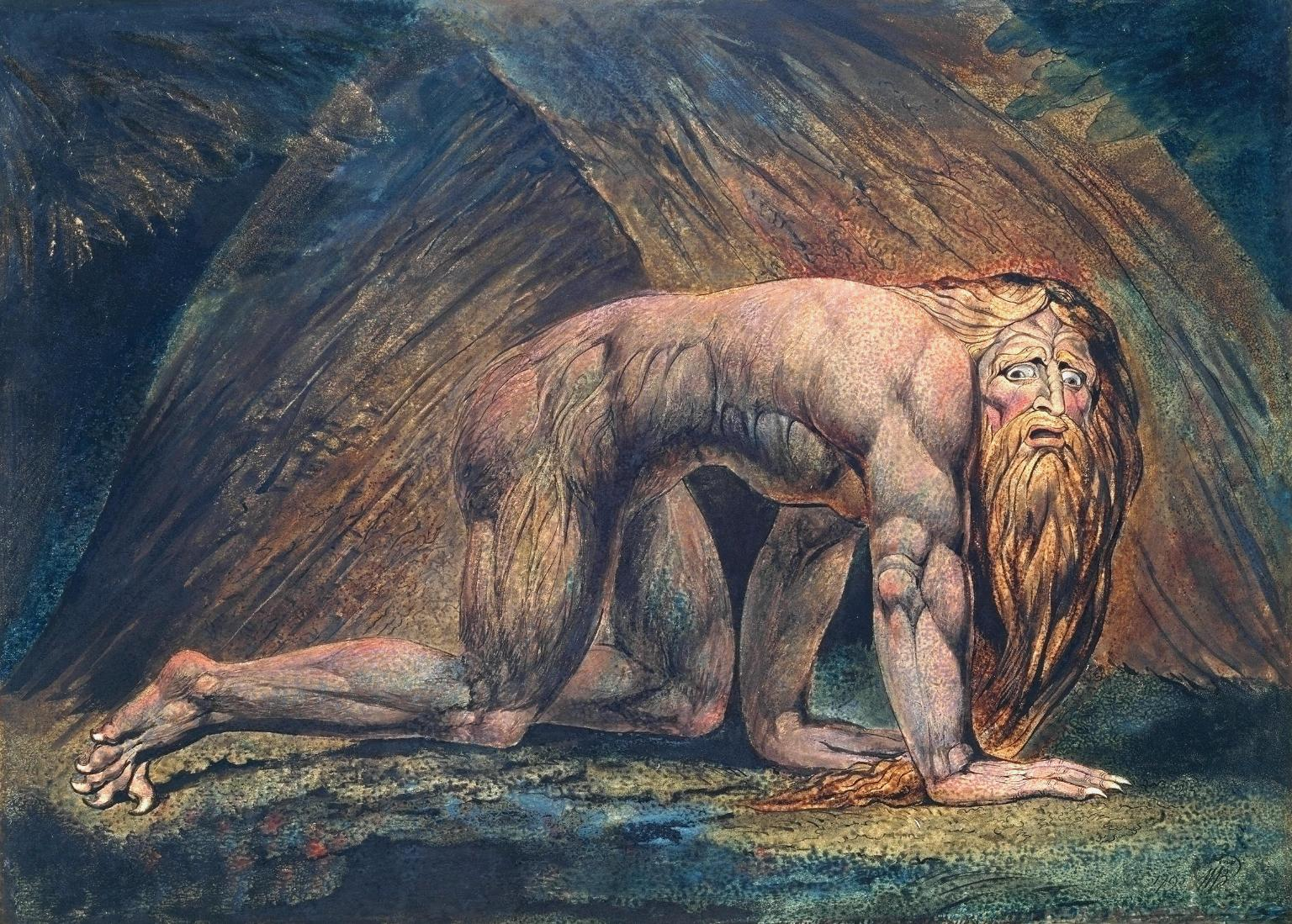
William Blake, Nebukadnezar (1795). Der Mensch als Tier, hier interpretiert als Strafe Gottes.

Wilhelm Wundt, Physiologe, Philosoph und schließlich Psychologe, war der wichtigste Gründervater der Disziplin Psychologie. Er entwickelte vor dem Hintergrund seines ausgedehnten philosophischen Werks eine umfassende Sicht des Menschen, fundiert durch die von ihm geprägte experimentelle Physiologische Psychologie und durch sein Verständnis der Psychologie als empirische Geisteswissenschaft. Diese reicht von der Sprachpsychologie bis zur Völkerpsychologie (für die er auch den Begriff psychische Anthropologie erwogen hatte). Der breite humanwissenschaftliche Horizont regte Wundt zu bis heute wichtigen epistemologischen und methodologischen Klärungen an. Wundt verband einen Methodologischen Dualismus (Psychologie gegenüber Physiologie) mit einem Methoden-Pluralismus (innerhalb der Psychologie) und einem perspektivischen Monismus (ein Lebensprozess unter verschiedenen Perspektiven). Aus dieser philosophischen und zugleich interdisziplinären Sicht widersprach Wundt der beginnenden Trennung der Psychologie von der Philosophie.
Eine Revolution der Anthropologie bedeutete der Darwinismus. Im Zuge der von Darwin entwickelten Evolutionstheorie setzte sich die Einsicht durch, dass der Mensch nach demselben allgemeinen Modell ‚gebaut‘ ist wie alle anderen Wirbeltiere. Man fand Argumente und Belege, dass der Mensch aus derselben Evolutionslinie wie der Gorilla und Schimpanse stammt. Somit hielt man es mehrheitlich für widerlegt, dass der Mensch das Ergebnis eines besonderen göttlichen Schöpfungsaktes ist. Dazu schreibt Friedrich Engels in einem anthropologischen Aufsatz u. a., die Arbeit sei „die erste Grundbedingung alles menschlichen Lebens, und zwar in einem solchen Grade, daß wir in gewissem Sinn sagen müssen: Sie hat den Menschen selbst geschaffen.“
Gleichzeitig setzte mit Friedrich Nietzsche (angeregt durch Ludwig Feuerbachs Materialismus und Schopenhauers Lehre vom Vorrang des menschlichen Willens) eine Kritik der alten Definition des Menschen als vernünftigem Lebewesen ein. Für Nietzsche lässt sich das Leben nur ästhetisch rechtfertigen: „Wir haben umgelernt. Wir sind in allen Stücken bescheidner geworden. Wir leiten den Menschen nicht mehr vom ‚Geist‘, von der ‚Gottheit‘ ab. Wir haben ihn unter die Thiere zurückgestellt.“
Ein erster Ansatz zur Verarbeitung der so neu entstandenen Selbsterklärung des Menschen ist bei Kierkegaard der in seiner Existenz auf sich selbst angewiesene Mensch. Zur weiteren Desillusionierung trug die Psychoanalyse Sigmund Freuds bei, welche den Menschen von unbewussten Lust- und Todestrieben bestimmt sieht. Weniger Beachtung fand der kulturanthropologische Ansatz von Adolf Bastian mit seiner Lehre vom Menschen in ethnischer Anthropologie.
Verarbeitungen finden sich auch in der Lebensphilosophie, die sich als selbständige philosophische Disziplin am Ende des 19. Jahrhunderts etablierte. Neben Wilhelm Dilthey sind Georg Simmel, Ludwig Klages und auch Otto Friedrich Bollnow zu nennen. Auf diesem Fundament entstanden die spezifischen Ansätze der Philosophischen Anthropologie.

## Begründung der neueren Philosophischen Anthropologie
Die moderne Philosophische Anthropologie im eigentlichen Sinne ist in den 1920er-Jahren entstanden. Die geschichtliche Situierung dieser Ansätze als Versuche, ein einheitliches Menschenbild zu beschreiben, ist nicht zufällig. Deren Entstehung ist durch das Aufkommen des Zentralthemas ‚Der Mensch’ in der von der theologischen Bindung emanzipierten Wissenschaft der Neuzeit zu erklären. Solange die Metaphysik die beherrschende Disziplin war, konnten die empirischen Wissenschaften keinen Eingang in eine philosophische Methode finden. Die zu Beginn des 20. Jahrhunderts erstarkte Tendenz, durch wissenschaftliche Vereinheitlichung und Systematisierung den Menschen umfassend begrifflich bestimmen zu wollen und die damit einhergehende Suche nach einer rationalen Begründung für dessen Sonderstellung machten es erst möglich, dass die philosophische Anthropologie zu einem eigenständigen und viel beachteten Bereich in der Philosophie werden konnte: „Die Tatsache, dass die philosophische Anthropologie erst im 20. Jahrhundert auf den Begriff gekommen ist, lässt sich aus der allgemeinen Tendenz zur Ausdifferenzierung im Feld der Wissenschaften und in der sozialen Wirklichkeit begreifen. Im biologischen Zeitalter wird sie zu einer Wissensdisziplin, die sich dieser allgemeinen Tendenz entweder entgegenstemmt oder aber sie reflektierend begleitet.“
Die philosophische Anthropologie ist im Wesentlichen durch die Arbeiten von Max Scheler, Helmuth Plessner und Arnold Gehlen geprägt. Zu den frühen Wegbereitern gehört auch Paul Alsbergs Werk Das Menschheitsrätsel von 1922.

### Programmatik Max Schelers
Die Schrift von Max Scheler Die Stellung des Menschen im Kosmos aus dem Jahr 1928, ursprünglich ein Jahr zuvor als Vortrag gehalten, gilt als Gründungsdokument der modernen Philosophischen Anthropologie. Schon die früheren Arbeiten zeigen seinen Weg dorthin:
- Zur Idee des Menschen. 1915
- Vom Umsturz der Werte. 1915
- Vom Ewigen im Menschen. 1923

Quasi als Leitsatz schrieb er 1915:

„In einem gewissen Verstande lassen sich alle zentralen Probleme der Philosophie auf die Frage zurückführen, was der Mensch sei und welche metaphysische Stelle und Lage er innerhalb des Seins, der Welt und Gott einnehme.“

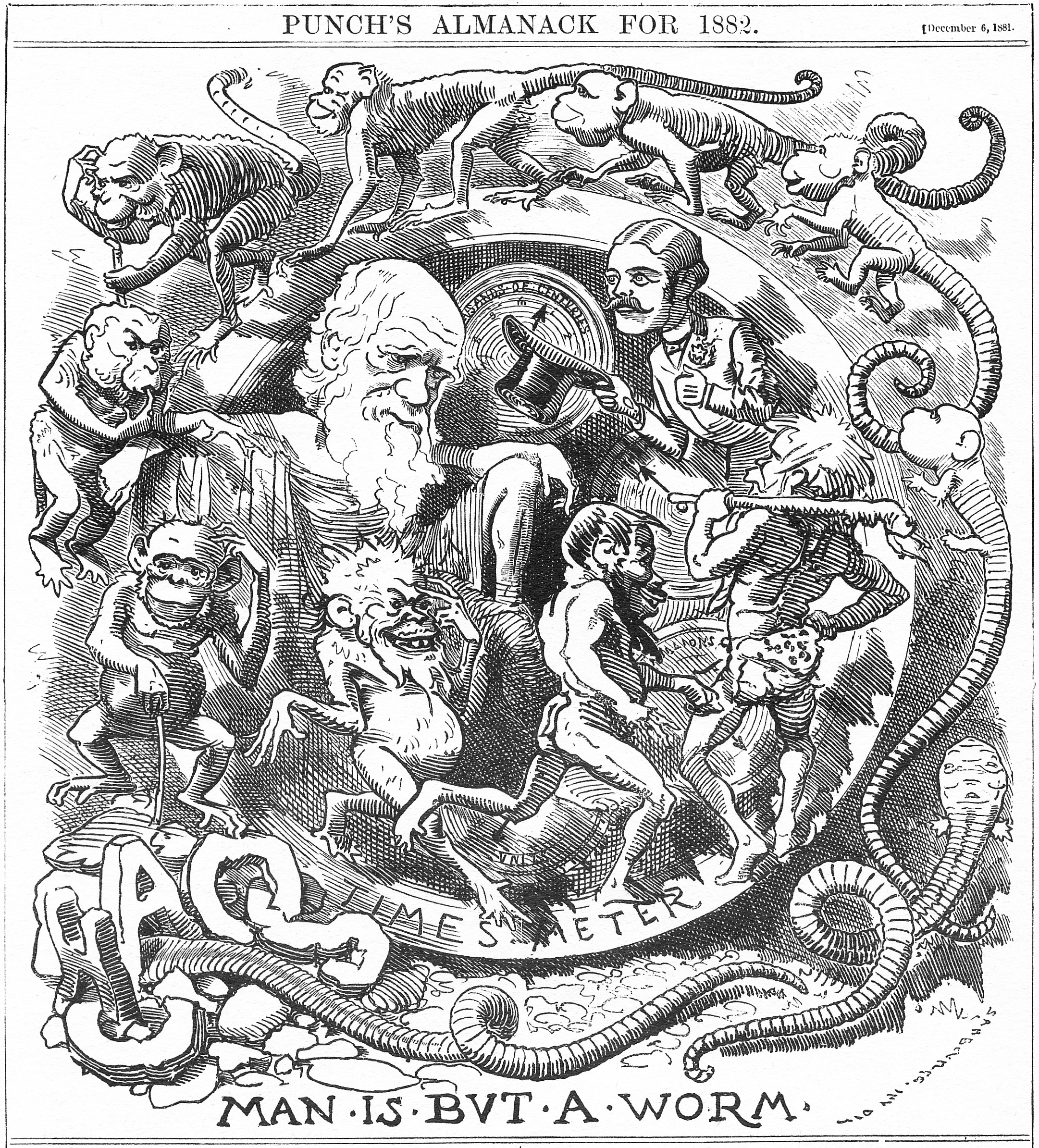
„Der Mensch nur ein Wurm“, karikaturistische Kritik am materialistischen Reduktionismus der Evolutionstheorie (1882).

Die von Scheler entwickelte Anthropologie war dabei noch metaphysisch bestimmt. In Anlehnung an Edmund Husserl war sein Philosophieren eine erweiterte Anwendung der phänomenologischen Methode auf die Gebiete der Ethik, der Kulturphilosophie und der Religionsphilosophie. Für Scheler war der Mensch einerseits durch seine Triebe bestimmt, andererseits selbst- und mitverantwortlich für sein Handeln in der Welt. Die von Aristoteles überlieferte und von der klassischen Philosophie vertretene humanistische Auffassung des Menschen als vernünftiges Lebewesen, als animal rationale ersetzte er durch ein diesseitiges Menschenbild. Allerdings hielt er die Lehre von Charles Darwin für einen Irrtum, bestenfalls eine unbewiesene Hypothese. Es führe kein noch so enger Steg und Weg vom 'homo naturalis' und seiner hypothetisch konstruierten Vorgeschichte zum 'Menschen' der Geschichte. Stattdessen entwickelte Scheler eine Stufenleiter des Lebendigen, in der die Pflanze von reinem Gefühlsdrang ohne jedes Bewusstsein getrieben ist, während das Tier zwar auch psychische Eigenschaften hat, jedoch nur instinkthafte, die beim Menschen dagegen stärker, ja wesensmäßig höherstehend ausgeprägt sind. Der Mensch hat eine Sonderstellung, indem er Geist hat. Scheler zufolge ist der Mensch nicht „umweltgebunden“. Er kann sich unbegrenzt weltoffen verhalten. Insofern hat er keine Umwelt, sondern Welt. Die Besonderheit des Geistes befähigt den Menschen zur Vergegenständlichung seiner Welt als Ganzes und seiner selbst. Hierdurch kann er Geschichte gestalten, Kultur schaffen und sein Handeln nach Normen und Werten ausrichten.
Als biologische Erscheinung, als Lebewesen sei der Mensch ein „erblich krankes Tier“, das sich „in einer Sackgasse verlaufen“ hat, ein „Übergang“, ein faux pas, im Grunde eine bloße Verlegenheit der Natur. Insofern ist diese Annäherung an den Menschen von der Natur her abzulehnen. Der Versuch einer natürlichen Erklärung des Menschen führt immer wieder zur Wiederholung des großen Irrtums der europäischen Geistesgeschichte: zum Humanismus. Das wahre Wesen des Menschen liegt jenseits seiner biologischen und sozialen, auch vernünftigen Funktionen: der Verstand ist biologisch gesehen eine Krankheit. Das wahre Wesen des Menschen sei seine geistige Personalität, die darin gründet, dass der Mensch transzendiert, ja selbst eine Gestalt der Transzendenz ist. Als geistige Person ist der Mensch nicht „Teil der Welt“, der objektiven Realität, sondern der idealen Wirklichkeit. Um sich als geistige Person zu konstituieren, muss er die Wirklichkeit „entwirklichen“, von dem, was „ist“, abstrahieren, es als nicht existierend denken. Mit anderen Worten: Der Mensch als Wesen, „das Gott sucht“, als „Gottsuchender“ bzw. „Gottsucher“ und als „lebendiges x“. Nicht Gott ist, so dekretiert Scheler gegen die wissenschaftliche, auf Ludwig Feuerbach zurückgehende Religionskritik, eine anthromorphe Erfindung, sondern umgekehrt: der Mensch ist theomorph.

### Helmuth Plessners Theorie der exzentrischen Positionalität
Ein weiterer Schüler Husserls war Helmuth Plessner, der einen zoologisch fundierten Ansatz verfolgte. In dem zeitgleich zu Schelers Schrift im Jahr 1928 erschienenen Hauptwerk Die Stufen des Organischen und der Mensch bestimmte Plessner den Menschen als exzentrisches Wesen. Während das Tier an seine unmittelbare Umwelt gebunden ist, kann der Mensch gleichsam aus sich heraustreten und die Perspektive eines Beobachters seiner selbst einnehmen. Er nimmt eine exzentrische Position ein. Im Gegensatz zu Scheler waren für ihn Körper und Geist eine Einheit. Ich bin Leib und habe einen Körper. Der Mensch sei weltoffen und habe einen Drang nach Erfahrung, aber keine feste Identität. Sein Wesen sei unbestimmbar, er sei ins Nichts gestellt und müsse zu sich selber Stellung beziehen. Er ist nach Plessner gesetzt durch seine Körperlichkeit und muss sich selber setzen im Verhältnis zu dem Anderen.
Plessner lehnte eine teleologische Deutung der Evolution ab. Für ihn gab es drei anthropologische Grundgesetze. Das erste besteht in der natürlichen Künstlichkeit, d. h., es liegt in der ‚Natur‘ des Menschen ‚Künstlichkeiten‘ hervorzubringen, die ihm dann objektiv entgegentreten und so auf ihn zurückwirken. Kultur ist der Umweg über diese künstlichen Dinge. Als zweites die vermittelte Unmittelbarkeit, was bedeutet, dass der Mensch seine Umwelt bloß vermittelt – durch kulturelle Medien, durch Sprache – erfassen kann. Das dritte betrifft den utopischen Standort, den der Mensch einnimmt, wenn er mit der Frage nach dem Sein, der kontingenten Welt konfrontiert wird. Die Lösung dieses Problems sucht der Mensch in der Transzendenz der Religion.
In Grenzen der Gemeinschaft. Eine Kritik des sozialen Radikalismus griff Plessner 1924 den von Ferdinand Tönnies eingeführten Widerspruch zwischen Gemeinschaft und Gesellschaft auf und bezog Stellung für eine Kultur des Gesellschaftlichen. Dabei machte er vor allem seine anthropologischen Auffassungen geltend und versucht zu zeigen, dass erst die gesellschaftliche Lebensform dem Menschen die Möglichkeit gebe, sich seinen Eigenarten entsprechend ganz zu entfalten. Damit bekommt seine Anthropologie eine gesellschaftspolitische Dimension, die von aktuellem Interesse ist. Bekannt wurde Plessner auch mit der Arbeit Lachen und Weinen (1941), in der er das Verhalten von Menschen in Extremsituationen untersucht.

### Arnold GehlensMängelwesen
Arnold Gehlens Hauptwerk Der Mensch. Seine Natur und seine Stellung in der Welt erschien 1940. Er strebte eine empirisch fundierte Philosophie an, mit dem Anspruch, die wissenschaftsorganisatorische Teilung in Natur- und Geisteswissenschaften aufzuheben und die verschiedenen ausdifferenzierten Betrachtungsweisen zu einer Gesamttheorie des Menschen zusammenzuführen. Eine Erklärung des Wesens des Menschen aus einer ausschließlich biologischen Betrachtung lehnte er ab.
Gehlen will den Menschen aus sich selbst begreifen. Zu diesem Zweck setzt er den Begriff der Handlung in das Zentrum seines Ansatzes. Er stellt die Hypothese auf, dass der Mensch als ein handelndes Wesen aufzufassen sei. Gehlen bestimmt den Menschen, unter Hinzuziehung der Arbeiten Herders und Nietzsches, als „Sonderentwurf“ der Natur, als ein einzigartiges „Mängelwesen“. Dem Menschen fehlen sowohl spezialisierte Organe als auch eine spezifische Umwelt. Aufgrund seines „Nichtfestgestelltseins“, seines „Unfertigseins“ ist der Mensch gezwungen zu handeln, nicht aus Luxus, sondern aus der Lebensnotwendigkeit heraus. Gehlen setzt den Ansatz der „Weltoffenheit“ von Scheler fort. Allerdings sieht er den Grund für die Weltoffenheit, die den Menschen vom Tier unterscheidet, in der „mangelhaften“ Morphologie des Menschen und nicht wie Scheler in der Besonderheit des Geistes. Der Mensch ist weltoffen, da er keinem konkreten Umweltausschnitt in Bezug auf seine Organbeschaffenheit angepasst ist. Er hat keinen klar definierbaren, abgrenzbaren Lebensraum wie ein Tier. Ganz im Gegenteil: Er ist potentiell überall lebensfähig, vorausgesetzt, er wandelt seine Umwelt in eine ihm lebensdienliche Welt um.
Die menschliche Gattung sichert ihr Überleben, indem sie Kultur und Institutionen schafft. So erreicht der Mensch eine „Entlastung“ von seinen biologischen Mängeln. Durch Kultur (wie Sprache, Technik und Kunst) ist der Mensch in der Lage, seine Mängel zu kompensieren. Mittels dauerhafter gesellschaftlicher Institutionen sowie Moral- und Rechtsnormen, erreicht er eine Stabilisierung und Kontrolle der Lebensführung. Kultur und Institutionen haben die Funktion von „Führungssystemen“ individueller und gesellschaftlicher Strukturen.

### Ernst Cassirersanimal symbolicum
An der Grenze zwischen philosophischer Anthropologie und Kulturphilosophie stehen Ernst Cassirers Studien über Mensch und Kultur. Cassirers Konzept entwickelte sich systematisch aus seiner Erkenntnistheorie und der zunächst als Kulturphilosophie ausgelegten Philosophie der symbolischen Formen. Als philosophische Anthropologie formulierte er sein Konzept im Versuch über den Menschen (engl. 1944). Vorläufer für diesen Ansatz findet man hinsichtlich des Symbols in der Identitätstheorie mit dem Schlüsselbegriff eines signifikanten Symbols von George Herbert Mead und in der Theorie der kulturellen Symbolisierung von Alfred North Whitehead, die beide bei Cassirer allerdings nicht zitiert werden, der sich vielmehr auf Hermann von Helmholtz und Heinrich Hertz bezieht. In Bezug auf den sprachlichen Aspekt bilden Wilhelm von Humboldt und Johann Gottfried Herder den Ausgangspunkt.
Nach den Entwicklungen in der Psychologie, der Biologie und der Evolutionstheorie bedurfte es für Cassirer zur Beantwortung der Frage, was der Mensch sei, eines neuen Schlüssels. Diesen sah Cassirer in der Bedeutungstheorie der symbolischen Formen. Erkenntnis findet nicht nur begrifflich in der Sprache statt, sondern auch durch Mythen, in der Religion und in der Kunst. Auch Geschichte, Wissenschaft, Technik und Politik haben ihre eigenen symbolischen Formen.
Jeder Organismus besitzt nach Jakob Johann von Uexküll entsprechend seiner anatomischen Struktur jeweils ein Merknetz und ein Wirknetz. Komplexere Tiere wie auch der Mensch haben – entsprechend den Ergebnissen der Gestaltpsychologie – ein kompliziertes gesamthaftes Wahrnehmungssystem. Tiere haben in Bezug auf ihre Wahrnehmungen üblicherweise ein festes Reiz-Reaktionsschema. Bevor der Mensch handelt, verarbeitet er das Wahrgenommene hingegen im Denken zu Symbolen, die quasi als vermitteltes Symbolnetz zwischen Merken und Wirken (Handeln) stehen. Bis auf wenige, gering entwickelte Ausnahmen verarbeiten Tiere ihre Wahrnehmungen als reine Zeichen und können sich auch nur zeichenhaft ausdrücken (Ruf des Eichelhähers). Sie bewegen sich gleichsam auf der Ebene der emotionalen Sprache ohne syntaktische oder logische Strukturen. Sie drücken etwas aus, können aber nichts darstellen. Indem der Mensch in der Lage ist, Aussagen mit Sinngehalt zu machen, also etwa propositionale Sätze zu formulieren, unterscheidet er sich vom Tier. Indem das Zeichen eine Bedeutung erhält, wird es zum Symbol. Erst aufgrund des symbolischen Denkens kann der Mensch die abstrakte Bedeutung von Beziehungen verstehen.
Raum und Zeit als organische Sphäre hat der Mensch mit dem Tier gemeinsam. Der Mensch hat darüber hinaus aber auch die Fähigkeit, gedanklich einen abstrakten Raum zu bilden. Wie schwierig das ist, zeigt die Beschreibung des Demokrit, der diesen abstrakten Raum ein Nichtsein mit wahrer Wirklichkeit nennt. Der abstrakte Raum des Physikers folgt keinen sinnlichen, sondern nur logischen Prinzipien. Die Fähigkeit der abstrakten Symbolsprache ist Voraussetzung für Wissenschaft.
Auch in der Zeitvorstellung verwendet der Mensch über das reine Vorher und Nachher hinaus Symbole. Erinnern ist nicht Wiederherstellen eines vorhandenen Bildes, sondern Rekonstruktion. An die Zukunft denken und in der Zukunft leben ist Teil der menschlichen Natur. Sowohl die Wiedergabe des Vergangenen als auch die Erwartungserlebnisse basieren auf symbolischem Denken. Symbolische Formen haben eine Ausdrucksfunktion (das freundliche Lächeln nimmt Angst), eine Darstellungsfunktion (sprachliche Bezeichnung von Sachverhalten mit einem pragmatischen Bezug zur Welt) und eine Bedeutungsfunktion (abstrakte, relationale Theorien auf logisch-mathematischer Basis).

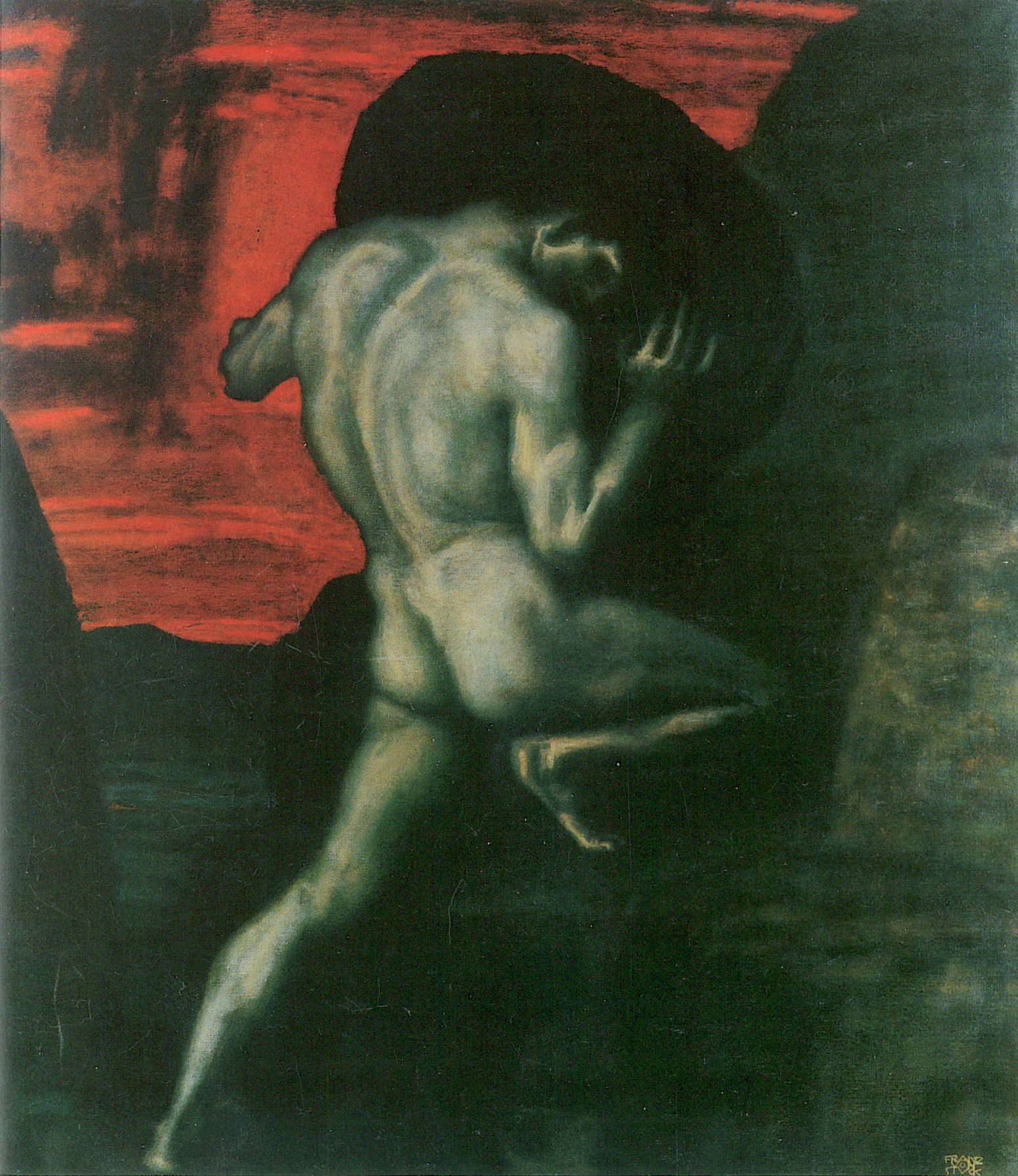
Franz von Stuck, Sisyphus (1920). Der Mythos von Sisyphus ist von Albert Camus noch im 20. Jh. als Modell verwendet worden.

Mit der Fähigkeit zu vielfältiger Formgebung sieht Cassirer den Menschen vom Reich der Natur ins Reich der Freiheit übergehen. Den Begriff der Humanität verwendet er im Sinne eines universalen Subjekts, „das es erlaubt, die ganz unterschiedlichen Objektivationen des Lebens im mythischen Denken, in der Sprache und Wissenschaft zumindest idealiter auf einen gemeinsamen Nenner zu bringen.“

### Anthropologie der Bedürftigkeit und Ethik bei Wilhelm Kamlah
Aufgrund des möglichen Vorhalts eines naturalistischen Fehlschlusses vom Sein auf das Sollen haben die meisten philosophischen Anthropologien auf eine Verknüpfung der Analyse der menschlichen Identität und Lebenswelt mit Handlungsregeln verzichtet. Allerdings kann man durchaus den jeweiligen Status vom Standpunkt der Zweckmäßigkeit aus beurteilen und unter diesem Gesichtspunkt normative Aussagen treffen. Dies ist der Ansatz von Wilhelm Kamlah, der alle Handlungen des Menschen in Abhängigkeit von seinen Bedürfnissen und Widerfahrnissen betrachtete. Dabei ist der Mensch kein Einzelwesen, sondern immer auf den Anderen angewiesen. Daraus leitet sich die Notwendigkeit von Handlungsregeln ab, die Kamlah in einer eudämonistischen Ethik als Philosophie der Lebenskunst sah. Die hierin eingeschlossene Kritik am Verbot des Selbstmordes bei entsprechend negativen Lebensbedingungen setzte er 1976 mit seinem Suizid selbst um.

### Dialogische Anthropologie bei Martin Buber und Kuno Lorenz
Martin Buber entwickelte eine Dialogik. Zentrale Kategorie ist das sich in der Begegnung aktualisierende Zwischen. Der Mensch lernt, das Grundwort ICH-DU zu sprechen und bleibt nicht immer nur beim ICH-ES. Die Vorstellung Martin Bubers vom menschlichen Dasein, sein Personenbegriff, ergibt sich aus dem Verhältnis zum Anderen eben durch Beziehung. Am Ende des ersten Teils seines Werks Ich und Du fasst er das wie folgt zusammen: „Und in allem Ernst der Wahrheit, du: ohne Es kann der Mensch nicht leben. Aber wer mit ihm allein lebt, ist nicht der Mensch“. Wie wird man jetzt nach Buber Mensch? Subjekt begegnet Subjekt, in Beziehung treten mit dem Anderen (Du) und der damit einhergehenden Ichwerdung. Die Erkenntnis des Einzelnen von sich selbst als ein Ich, durch das (selbst-)Bewusst-werden in der Beziehung zu einem Du. Beziehung ist bei ihm existentiell zur Erkenntnis des wahrhaftigen Dasein der eigenen Person. Das Zwischenmenschliche, die Beziehung zum anderen lassen uns Mensch sein. „Der Mensch wird am Du zum Ich“. Erst wenn das eine Individuum die Existenz eines anderen Individuums anerkennt und mit ihm in Beziehung tritt, begreift es sich als wahres Selbst, im Gegensatz zum sog. falschen Selbst.
Im Anschluss daran und in Auseinandersetzung mit der anthropologischen Philosophie von Ernst Cassirer, Albert Camus und Wilhelm Kamlah entwickelt Kuno Lorenz eine dialogische Anthropologie. Nur durch differenzierte Ausbildung von Ich und Du und damit die Rückbindung der Werke des Menschen an die in ihnen verkörperten Prozesse der Individuation und der Sozialisation können Menschen ihres Menschseins innewerden. Zwar wird eine (im Handlungsvollzug mögliche) dialogische Übergangsmöglichkeit zwischen Ich-Rolle und Du-Rolle erarbeitet, aber es wird vor einer Einebnung von Gegenstandsebene und Zeichenebene in der Handlungsdarstellung gewarnt.

### Anthropologie und Existenzialismus bei Helmut Fahrenbach
Eine Verbindung der Anthropologie Plessners mit dem Existentialismus und der Philosophie Heideggers findet sich bei Helmut Fahrenbach, der darauf verweist, dass der Mensch „sich aufgegeben“ ist, also nur lebt, indem er ein Leben führt. Er kann sich selbst wählen (Kierkegaard), ohne die Moral aus seinem Selbstverhältnis ausschließen zu können. In diesem Sinne nimmt Fahrenbach eine Verknüpfung von Anthropologie, Normativität und Ethik vor, wie sie bei den Klassikern der Anthropologie noch nicht zu finden ist.

### Ansätze in der Gegenwart
Die nachfolgend geschilderten Ansätze stehen als Beispiele für aktuelle Diskussionen.
Odo Marquard beschreibt den Menschen als Homo Compensator. Die Kompensationsidee, die sich sowohl bei Plessner als auch bei Gehlen findet, hat sich in weiten Bereichen der Pädagogik und der Soziologie platziert. Konrad Lorenz und Karl-Otto Apel haben die Moral als Kompensationsmechanismus beschrieben. Der Mensch kompensiert auf natürliche Weise durch hohe Geburtenraten nach großen Seuchen. Das Gehirn kompensiert bei Schädigungen. Kompensation gibt es als Vergeltung und Kompensation gibt es als Entschädigung. Schon Cicero vertrat eine Theorie der kompensatorischen Lebenskunst der Weisen. Marquard konstruiert einen Gegensatz zwischen Geschichtsphilosophie und philosophischer Anthropologie, der er eine rein naturalistische Position zuweist und diese gleichzeitig kritisiert.
Alwin Diemer hat einen Versuch unternommen, Philosophische Anthropologie unter systematischen Gesichtspunkten zu entwickeln, mit Unterscheidungs- und Bestimmungsmerkmalen, mit der Abgrenzung nach oben (Gott) und der Abgrenzung nach unten (Tierwelt). Seine Phänomenologie des Humanbereichs zählt überwältigend viele Aspekte und Fragestellungen auf. Diemer betont die doppelte Funktion der Menschenbilder und erklärt:

„Die Rede vom Bild impliziert zweierlei: einmal das Moment des Sekundären, das an Ab- und Ebenbild erinnert, zugleich aber auch das Moment des Primären: ‚Bild‘ bedeutet dann zugleich Vor- und Leitbild. […] Diese Leitbilder fungieren, wenn die entsprechenden Metaphysiken bzw. Ideologien politisch-gesellschaftliche Macht besitzen, als entsprechende pädagogische Ideen“

Robert Spaemann sieht das Wesen des Menschen im Nachvollzug von Kant in der Verbindung des Natürlichen und des Vernünftigen:

„Vernunft heißt Versöhnung mit dem was vor ihr ist: Der Natur. […] Vor allem aber: Anerkennung eines fremden Vernunftwesens kann sich nur realisieren als Anerkennung dieses Wesens in seiner Natürlichkeit.“

Spaemann wendet sich vor allem gegen den Materialismus, der oft mit der Evolutionstheorie verbunden wird. Begriffe wie System, Information, Programm oder Struktur sind Abstraktionen und damit nicht frei von Annahmen, sondern „theoriebeladen“. Es sind Erklärungsbegriffe für die Bedingungen für das Auftreten neuer Phänomene, die nicht den Ursprung dieser Phänomene selbst begründen können.
Humberto Maturana und Francisco Varela entwickelten die Theorie vom Menschen als sich selbst erschaffendes (autopoietisches) System in Verbindung mit der Evolutionären Erkenntnistheorie. Ob diese Sichtweise einen radikalen Konstruktivismus impliziert, ist umstritten. Die Idee des autopoietischen Systems beeinflusste auch Niklas Luhmann, der die Systemtheorie in die Soziologie übertrug.
Gesa Lindemann hat im Anschluss an die historisch-reflexive Anthropologie Helmuth Plessners das Konzept der reflexiven Anthropologie entwickelt. Ausgangspunkt ist ein neuartiges Verhältnis von Anthropologie und Soziologie. Anthropologie bzw. anthropologische Annahmen werden nicht als sozialtheoretisches Fundament begriffen, sondern zum Gegenstand der Beobachtung gemacht. Bei diesem Ansatz geht es um die Bearbeitung der Frage, wie in Gesellschaften der Kreis sozialer Personen begrenzt wird und welche Funktion der Anthropologie in der Moderne zukommt.
Bálint Balla legt seiner Soziologie das Axiom zu Grunde, dass der Mensch ein Wesen sei, das sich auf die ihm eigene Weise mit dem Grundproblem der „Knappheit“ auseinandersetzt.
Als kritische soziologische Umgestaltung der Gehlenschen Mängelwesenthese ist Dieter Claessens’ Studie Das Konkrete und das Abstrakte von 1980 bedeutsam geworden.
Gunter Gebauer will den Menschen in seiner Lebenswelt unter seinen Lebensbedingungen betrachten. Anthropologie solle nicht des Wesen des Menschen in Abgrenzung zum Tier leisten, sondern den Menschen aus Sicht des anderen Menschen reflektieren. Anthropologie habe nicht die Ideen, das Universale oder Ewige zum Gegenstand. Der Mensch hat zwar biologische Ausgangsbedingungen, sei aber Produkt seiner selbst. Der Mensch ist in seine Umwelt hineingeboren, aber er verändert sie. Durch sein Handeln gibt der Mensch der Welt objektive Gestalt. Anthropologie ist geschichtlich, sowohl in ihrem Objekt, als auch in ihren Methoden. Sie fragt nicht nur, wer ich bin, sondern auch, wie ich geworden bin, was ich bin. „Anthropologie ist zuerst der Ausdruck von Unsicherheit. Was ist die Bestimmung des Menschen, wenn sie in seine eigene Hand gelegt ist?“
Thomas Rentsch will den Menschen in seiner Lebensweise verstehen und eine praktische Ethik daran anschließen. Hierzu muss in der Nachfolge Kants erst die menschliche Grundsituation analysiert werden. Die Existenz des Menschen ist bestimmt durch die sich jeweils gegenseitig bedingenden Situativität, Selbstreflexivität und Sprachlichkeit. Moralität ist ein von der menschlichen Praxis untrennbarer Bestandteil. Der Mensch verfügt über Freiheit zur Selbstgesetzgebung und Selbstregelung, denn der Unbestimmtheit, der Geworfenheit der Menschen entspricht seine Freiheit zu allen möglichen Setzungen. Ethik muss daher immer im Horizont der philosophischen Anthropologie stehen, sie ist Bestandteil der Lebenswelt.
Karl-Siegbert Rehberg nimmt die Institutionenlehre Gehlens auf: Er weist gesellschaftlichen Institutionen zwei Dimensionen zu: zum einen eine restriktive und stabilisierende Funktion für die Akteure, zum anderen gesellschaftliche Integration individueller Handlungen. Institutionen sind idealtypisch solche Sozialformen, in denen eine Synthese zwischen Sozialstruktur, Organisation, Normen- und Faktenwissen hergestellt wird. Institutionen sind Vermittlungsinstanzen kultureller Sinnproduktion, durch welche kulturelle Objektivationen verbindlich gemacht werden. Institutionen werden auch als symbolische Ordnungen aufgefasst. Dies beruht auf der anthropologischen, der erkenntnistheoretischen und der kulturphilosophischen Grundannahme der symbolischen Vermitteltheit aller Welt- und Selbsterkenntnis des Menschen (s. o. Ernst Cassirer), der als Kulturwesen Situationen deuten und andere Handlungsmöglichkeiten bereithalten muss. Der Gebrauch von Zeichen und Symbolen ermöglicht solche Transzendierungsleistungen und die Verfügung über „signifikante Symbole“ (Symbole, deren Bedeutungen mit anderen geteilt werden), heißt gleichzeitig „Geist“ zu haben (G.H. Mead). Symbole dienen der Entlastung von Druck aufgrund sinnlicher Triebe oder vom Bewusstsein der Sterblichkeit.
René Girard entwirft im Rahmen seiner mimetischen Theorie eine Wissenschaft des Menschen, die die gesamte Entwicklung der menschlichen Kultur – von der Menschwerdung und der Entstehung von Religion und Institutionen bis hin zu den gesellschaftlichen Organisationsformen der Gegenwart – auf der Grundlage der Mechanismen, die die Eindämmung der Gewalt erlauben, erklärt.
Ernst Tugendhat knüpft wieder an Kant an und begründet aus heutiger Sicht, weshalb die Anthropologie im Zentrum der Philosophie steht. Was immer Metaphysik bedeuten kann, es reduziere sich auf Anthropologie. Aus Tugendhats Sicht sind alle metaphysischen Themen eigentlich Elemente des menschlichen Verstehens. Die philosophische Anthropologie als Grunddisziplin der Philosophie befasst sich mit diesem Kernbereich des Menschlichen, dem Verstehen, und fragt nach der Struktur dieses Verstehens. Was bleibt als Frage nach dem Sein des Menschen übrig, so überlegt Tugendhat, wenn alles Historische im Sinne des nur Traditionellen weggezogen würde? Tugendhat sieht die Anthropologie in einem Gegensatz sowohl zur Metaphysik als auch zur Orientierung am Geschichtlichen, am historisch Vorgegebenen, Traditionen, göttlicher Offenbarung usw. Zum Verhältnis philosophischer zu empirischer Anthropologie meint Tugendhat, dass beide verschiedene Schwerpunkte haben, sich jedoch aufeinander zubewegen müssen. „Der Schwerpunkt der philosophischen Anthropologie ist dadurch gekennzeichnet, daß sie in 1. Person geschieht und von einer Reflexion auf allgemeine Strukturen ausgeht, dadurch daß man in ihr von sich ausgeht, ergeben sich Einseitigkeiten, über die man sich durch die breiteren Kenntnisse der empirischen Anthropologie belehren lassen muss“.
Ferdinand Fellmann definiert den Menschen als Paar-Wesen. Die Liebesbeziehung zwischen Mann und Frau gilt ihm als anthropologisches Radikal, das die Menschen vom Hordenleben der nichtmenschlichen Primaten getrennt hat. Fellmann untermauert sein Bild vom Menschen evolutionsbiologisch, versteht seine Rekonstruktion der Urszene der Menschwerdung aber als Beitrag zur philosophischen Anthropologie. Vor dem Biologismus ist dieser Ansatz dadurch geschützt, dass die Polarität der Geschlechter die moralische Dimension der Rechtfertigung des Menschen durch die Liebe einschließt.
Hans-Peter Krüger hat (im Anschluss an Helmuth Plessner) die Philosophische Anthropologie neu begründet. Ihr Phänomenspektrum bestehe systematisch betrachtet zwischen dem ungespielten Lachen und Weinen als den Verhaltensgrenzen personaler Lebewesen. Es umfasse die Öffentlichkeit und daher personale Urteilskraft im Verhältnis zur Körper-Leib-Differenz, die ästhetische Freilegung des Nichts in den modernen Künsten, die naturphilosophische Freilegung von Etwas vor dem Horizont des Nichts in den Naturwissenschaften, die Individualisierung der Person, die Personalisierung des Individuums und die Souveränitätsfrage in der Ermächtigung zu geschichtlichem Tun als Gemeinschaft und Gesellschaft (1999). Diese deutschsprachige Philosophische Anthropologie wurde mit den impliziten und expliziten philosophischen Anthropologien in den klassischen Pragmatismen (Ch. S. Peirce, W. James, J. Dewey und G. H. Mead) anhand der Kant- und Hegel-Transformationen in beiden Traditionen verglichen (2001). Die Neubegründung der Philosophischen Anthropologie wurde unter Einschluss weiterer deutsch-jüdischer Denker (H. Arendt, E. Cassirer, M. Scheler) ausgeweitet und für den Vergleich mit den Neopragmatismen (H. Putnam, R. Shusterman, R. Rorty) geöffnet (2009). Sie erfolgte als Rahmentheorie für die neurobiologische Hirnforschung (G. Roth, W. Singer) und die neue vergleichende Verhaltensforschung (F. de Waal, M. Tomasello) in 2010.
Peter Lothar Oesterreich charakterisiert in seiner fundamentalrhetorischen Anthropologie den Menschen als Homo rhetoricus. Als genuin rhetorisches Wesen vermag der Mensch, ausgestattet mit der Potenz seines persuasiven Redenkönnens, sich selbst und seine Welt jeweils neu zu erfinden. Als selbstreflexive Konsequenz dieses Ansatzes ergibt sich ferner die Aufgabe einer rhetorischen Metakritik, welche versucht, auch das anthropologische Phänomen der Philosophie und ihrer Geschichte „als Werk des homo rhetoricus“ neu zu erschließen.

## Rezeption und Kritik
Joachim Fischer bestimmt in einem ausgreifenden Rekonstruktions- und Reflexionsgang die Philosophische Anthropologie im Lichte ihrer Hauptvertreter Scheler, Plessner und Gehlen als eine in bestimmten Merkmalen übereinstimmende Denkrichtung des 20. Jahrhunderts und unterscheidet davon die philosophische Anthropologie als eine Disziplin unter anderen philosophischen Disziplinen wie Ethik, Naturphilosophie oder Religionsphilosophie. Darüber hinaus sei die Philosophische Anthropologie aber auch eine charakteristische Denkrichtung in Erkenntnis- und Wissenschaftsphilosophie, in Sprach-, Kultur-, Sozial- und Technikphilosophie. Für die Autoren der Philosophischen Anthropologie seien nicht zum Beispiel Vernunft oder Sprache, sondern das „Verhältnis des Menschen zu seinem Körper“ die ontologisch dichteste Figur: „Diesen menschlichen Körperleib, diesen Ort des Sich-Verklammerns von Schichten, diesen „Abstand zum Körper im Körper“ – oder „exzentrische Positionalität“ – als ontologisch komplexesten Ort methodisch zu erschließen und von ihm aus zu operieren, darüber haben die Hauptbeiträger einander erkannt und sind aneinander gebunden geblieben.“
Lange Zeit dominierten in der Rezeption die Ansätze von Scheler und vor allem von Gehlen, während Plessner weniger beachtet wurde; neuerdings ist jedoch eine Plessner-Renaissance zu verzeichnen. Für Gerald Hartung war die Neuausrichtung des Menschenbilds infolge Darwins Evolutionslehre in Verbindung mit den die Verunsicherung noch steigernden sozialen und politischen Katastrophen im 20. Jahrhundert seit Ausbruch des Ersten Weltkriegs jene Gemengelage, die der philosophischen Anthropologie den Boden bereitete und die Reflexionsanstöße gab.
Der Philosophischen Anthropologie insgesamt ist als Grundzug die Abkehr von der humanistischen Menschenauffassung der klassischen Philosophie eigen. Scheler schrieb: „Wer sehe nicht, daß hinter der scheinbar so harmlosen Gleichheitsforderung stets und immer, um welche Gleichheit es sich auch handle – nur der Wunsch auf die Erniedrigung der Höherstehenden, Mehrwertbesitzenden auf das Niveau der Niedrigstehenden verbirgt.“ Eine allgemeine Kritik an der Philosophischen Anthropologie, die z. B. Martin Heidegger vertreten hat, argumentiert, dass bei der Untersuchung des Bildes vom Menschen schon immer ein vorher festliegendes Menschenbild zugrunde liege, das die jeweiligen Ergebnisse bestimme. Nach Christian Thies hat sich die Anthropologie als philosophische Disziplin nicht etablieren können; kaum ein Teilgebiet kämpfe mit derartigen Identitätsproblemen. Zu besichtigen seien gleichsam Ruinen auf einem Trümmerfeld. Da helfe nur der Abriss und ein von Grund auf neu zu planendes und zu errichtendes Gebäude.
Gerd Haeffner sieht einzelwissenschaftliche und philosophische Forschung zum Menschen aufeinander verwiesen: „Beide Weisen des Fragens wachsen ja gleichzeitig auf dem Boden der schlichten Lebenserfahrung und der dabei entstandenen Alltags-Weisheit. Beide bemühen sich um ein begründetes Wissen, das auf einen Begriff des Menschlichen überhaupt abzielt. Beide sind folglich nur in einem gewissen Maß zu trennen; sie sind Teil eines einzigen, nie abzuschließenden Wissensprojekts.“ So ließe sich mit Kant sagen, dass die anthropologisch relevante empirische Forschung ohne philosophische Klärungs- und Syntheseversuche gewissermaßen blind bliebe, während die philosophischen Bemühungen weitgehend „leer“ blieben, wenn sie über das eigene Feld nicht hinausgelangten. Einzubeziehen seien zudem andere philosophische Disziplinen wie Ontologie, Ethik, Naturphilosophie, Erkenntnislehre und Ästhetik.
Patrick Wilwert geht der Stellung der Philosophischen Anthropologie im Ganzen der philosophischen Disziplinen mit einer skeptischen Doppelfrage nach: „Ist die einzig mögliche Grundlagendisziplin immer die Anthropologie, da es immer der Mensch ist, der Wissenschaft und Philosophie, in welcher Form auch immer, treibt? Oder kann es gerade Anthropologie auf keinen Fall sein, da der in der Welt lebende Mensch immer schon Teil dessen ist, was von einer philosophischen Grundlagendisziplin erst verständlich gemacht werden soll, so dass eine philosophische Anthropologie gewissermaßen auf das bauen würde, was erst erklärt werden soll?“ Als bedeutsam für die Funktion der Philosophischen Anthropologie sieht er die doppelte Beziehung zwischen Mensch und Kultur: Aus der Perspektive des Gesellschaftsverbands ist der Mensch Kulturschöpfer, als Einzelwesen jedoch vor allem Kulturgeschöpf mit nur sehr begrenztem schöpferischen Einfluss. Die menschliche Schöpferkraft als solche sowie die damit verbundene Verantwortung für die Kulturgestaltung relativieren aus Wilwerts Sicht die Bedeutung der individuellen psychophysischen Zusammenhänge, denen der Mensch unterliegt. Die Philosophische Anthropologie verweise auf die kulturelle Dimension der menschlichen Existenz, indem sie die Aspekte des Sozialen und Geschichtlichen einbeziehe. Nicht einer bestimmten Kultur komme also ein Vorrangstellung zu, sondern der Schöpferkraft des Menschen, aus der „eine unendliche Vielzahl sich gegenseitig relativierender Kulturen“ hervorgehen könne.
Christoph Wulf bezweifelt generell die Möglichkeit eines einheitlichen anthropologischen Wissens. Eine einzelne sei damit ohnehin überfordert. In transdisziplinärer Forschung hingegen führten die Vielschichtigkeit der Fragestellungen und Methodenansätze zu einer Komplexitätssteigerung, die durch die Einbeziehung kulturspezifisch unterschiedlicher Sichtweisen im transnationalen Rahmen noch gesteigert würde. (Siehe auch: Menschheitsfragen.) Nicht die Reduktion, sondern die Steigerung von Komplexität sei das Anliegen anthropologischer Forschung. „Je mehr das Wissen über historisch-kulturelle Zusammenhänge zunimmt, desto stärker wächst auch das Nichtwissen. Die Vorstellung, man könne Nichtwissen dauerhaft überwinden, greift zu kurz. Nur in Ausschnitten ist sich der Mensch zugänglich; insgesamt bleibt er sich notwendig verborgen.“